# روبرت بيرغر (منتج أفلام)
روبرت بيرغر (بالإنجليزية: Robert Berger)‏ هو منتج أفلام أمريكي، ولد في 9 فبراير 1934 في شيكاغو في الولايات المتحدة.

## وصلات خارجية
- روبرت بيرغر على موقع IMDb (الإنجليزية)
- روبرت بيرغر على موقع قاعدة بيانات الفيلم (الإنجليزية)